# Ich geh in Flammen auf
Ich geh in Flammen auf ist ein Lied des Popduos Rosenstolz. Es wurde erstmals am 25. August 2006 beim Label Universal Music Group veröffentlicht und von Ulf Leo Sommer sowie den beiden Musikern von Rosenstolz selbst geschrieben. Das Lied, das den Zustand starker Begeisterung beschreibt, ist in dem Rosenstolz-Album „Das große Leben“ enthalten.

## Rezeption

### Charts
In Deutschland erreichte der Titel Platz sieben der Charts; 17 Wochen blieb der Song  insgesamt in den Top 100. In Österreich kam Ich geh in Flammen auf nur auf Platz zwölf, blieb jedoch 23 Wochen in den Charts. In der Schweiz war das Lied weniger erfolgreich und erreicht nur Platz 87 bei zwei Wochen Chartverbleib.

### Kritik
Artur Schulz von laut.de meint, dass der Song zwar einige ordentliche Momente habe, aber niemals diese Einzigkeit einiger Lieder Rosenstolzes hätte, während Armin Linder von plattentests.de schreibt, dass der Song ein „wunderhübsches Pianomotiv“ ausbreitet.